# Antonio Quinquernell
Antonio Quinquernell (fl. XVIII secolo) è stato un artigiano e orologiaio italiano della seconda metà del XVIII secolo, chiamato anche Antonio Quinquernelle oppure Antonio Chinchernel.

## Biografia
Orologiaio attivo nella seconda metà del Settecento a Firenze, dove fu dipendente del Museo di Fisica e Storia Naturale.
L'artigiano lorenese fu chiamato a Firenze da Pietro Leopoldo a Firenze.
Nella seconda metà del XVIII secolo costruisce in collaborazione con Luigi Roverelli l'odometro da carrozza conservato presso il Museo Galileo.
Quinquernell è citato in un manoscritto dattiloscritto per una "piccola macchinetta denominata polispasto".